# دوزنبرگ گیتارز
دوزنبرگ گیتارز (انگلیسی: Duesenberg Guitars) شرکت تجهیزات موسیقی آلمانی است، که در سال ۱۹۸۶ تأسیس شد.